# Poli Genova
Poli Plamenova Genova (in bulgaro Поли Пламенова Генова?; Sofia, 10 febbraio 1987) è una cantante bulgara.

## Carriera
Poli Genova è stata giudice della prima stagione di X Factor Bulgaria nel 2011.
Il 23 febbraio 2011 è stata scelta per rappresentare la Bulgaria all'Eurovision Song Contest 2011 con la canzone Na inat, che non si è tuttavia qualificata per la finalissima.
Nel 2015 invece è stata scelta per condurre la versione junior del contest europeo che quell'anno si tenne a Sofia.
È stata scelta per rappresentare di nuovo la Bulgaria all'Eurovision Song Contest 2016 a Stoccolma con la canzone If Love Was a Crime, questa volta qualificandosi per la finale, dove si è classificata quarta.

## Discografia

### Album in studio
- 2013 – 1, 2, 3
- 2020 – Tvoja
- 2022 – Po-dobrata Koleda
- 2023 – Last Night

### Singoli
- 2009 – One Lifetime Is Not Enough
- 2011 – Na inat
- 2011 – 1, 2, 3
- 2012 – Dve
- 2013 – Soleni dni
- 2013 – Za nas
- 2013 – Shot
- 2016 – If Love Was a Crime
- 2016 – Sluhove
- 2017 – Ošte
- 2017 – Mr President
- 2018 – Tvoja
- 2018 – Perfect Love
- 2020 – Geroite
- 2020 – How We End Up
- 2020 – Last Night
- 2021 – No More
- 2021 – Na Na
- 2022 – Trăgni narveme (con Ljubo Kirov)
- 2022 – Give Me Your Love
- 2022 – Happy Face
- 2023 – Help Me Out
- 2023 – Nedej da praviš taka
- 2023 – La rumba (feat. Rodrigo Ace)
- 2023 – Something 'Bout You (con Brave)
- 2023 – Magical
- 2024 – We Only Have Today

### Collaborazioni
- 2012 – Zaedno s teb (Poli Genova, Wondrous, Bogomil e Orlin Pavlov)
- 2013 – Sega ili nikoga (Voice account of Boys feat. Poli Genova)
- 2014 – Neka s teb (Ditcho feat. Poli Genova)
- 2014 – Shtom si s men (Vicki Terziyska, Poli Genova, Vesi Boneva, Vasco Chergov e Ditcho)
- 2016 – Eĭ taka (Del Padre feat. Poli Genova)